# Mariam Ouédraogo
Pour les articles homonymes, voir Ouédraogo.
 (décembre 2024).
 (décembre 2024).
La mise en forme du texte ne suit pas les recommandations de Wikipédia : il faut le « wikifier ».
Les points d'amélioration suivants sont les cas les plus fréquents :
- Les titres sont pré-formatés par le logiciel. Ils ne sont ni en capitales, ni en gras.
- Le texte ne doit pas être écrit en capitales (les noms de famille non plus), ni en gras, ni en italique, ni en « petit »…
- Le gras n'est utilisé que pour surligner le titre de l'article dans l'introduction, une seule fois.
- L'italique est rarement utilisé : mots en langue étrangère, titres d'œuvres, noms de bateaux, etc.
- Les citations ne sont pas en italique mais en corps de texte normal. Elles sont entourées par des guillemets français : « et ».
- Les listes à puces sont à éviter, des paragraphes rédigés étant largement préférés. Les tableaux sont à réserver à la présentation de données structurées (résultats, etc.).
- Les appels de note de bas de page (petits chiffres en exposant, introduits par l'outil «  Source ») sont à placer entre la fin de phrase et le point final[comme ça].
- Les liens internes (vers d'autres articles de Wikipédia) sont à choisir avec parcimonie. Créez des liens vers des articles approfondissant le sujet. Les termes génériques sans rapport avec le sujet sont à éviter, ainsi que les répétitions de liens vers un même terme.
- Les liens externes sont à placer uniquement dans une section « Liens externes », à la fin de l'article. Ces liens sont à choisir avec parcimonie suivant les règles définies. Si un lien sert de source à l'article, son insertion dans le texte est à faire par les notes de bas de page.
- La présentation des références doit suivre les conventions bibliographiques. Il est recommandé d'utiliser les modèles {{Ouvrage}}, {{Chapitre}}, {{Article}}, {{Lien web}} et/ou {{Bibliographie}}. Le mode d'édition visuel peut mettre en forme automatiquement les références.
- Insérer une infobox (cadre d'informations à droite) n'est pas obligatoire pour parachever la mise en page.

Pour une aide détaillée, merci de consulter Aide:Wikification.
Si vous pensez que ces points ont été résolus, vous pouvez retirer ce bandeau et améliorer la mise en forme d'un autre article.
Mariam Ouédraogo, née à Adjamé en Côte d'ivoire est une journaliste burkinabè. Elle est la première africaine à recevoir le Prix Bayeux en 2023.

## Biographie

### Enfance et Etudes
Mariam Ouédraogo nait à Adjamé en Côte d'Ivoire. Elle commence le journalisme en 2008 à l’Agence d’Information du Burkina (AIB) par un stage. En 2011, elle s'inscrit dans une école de journalisme à l’Institut des Sciences et Techniques de l'Information et de la Communication (ISTIC).

### Carrière professionnelle
Mariam Ouédraogo est engagée pour les causes des personnes vulnérables dont celles affectées par la crise sécuritaire au Burkina. Pour sa lutte aux côtés de ces personnes, elle se fait appeler ‘’la porte-parole des sans voix’’. Ses différents reportages lui ont permis d'établir des liens avec des femmes déplacées internes de certaines régions du Burkina. Elle est actuellement journaliste aux Editions Sidwaya. Elle a remporté plusieurs prix sur les violences sexuelles et autres sévices corporels liés au terrorisme subi par les femmes. Ses écrits abordent principalement la situation des femmes, des personnes vulnérables et des enfants. Mariam Ouédraogo a reçu 4 prix internationaux et 16 nationaux 

## Distinctions
- 2023: Prix ‘’Knignt International Journalism Award[4]
- 2024 : Prix RSF du journalisme d’investigation africain-Mohamed Maïga[5].
- 2024: Prix RSF du journalisme d’investigation africain-Mohamed Maïga[6]
- 2024: Chevalier de l'ordre de
- 2022: Prix Marie Soleil Frère de la meilleure journaliste du Burkina[7], mérite des arts, des lettres et de la communication
- 2022:  Prix Bayeux[8]
- 2019: Prix Galian de la meilleure Enquête[9]
- 2015: Prix Spécial